# Fata din rândul trei
Fata din rândul trei è un brano musicale della cantante rumena Inna. È stato reso disponibile in download digitale dal 16 ottobre 2014.

## Il brano
Fata din rândul trei è un brano dance pop  che ha una durata di tre minuti e venti scecondi. È stato scritto da Andrew Frampton, Breyan Isaac, Inna e Thomas Joseph Rozdilsky mentre la produzione è stata fatta dai Play & Win. Il brano è cantato in lingua rumena, il video è uscito il 20 ottobre 2014 che vede la cantante cantare in live il brano con i fan che si emozionano.

## Tracce
Download digitale
Testi e musiche di Andrew Frampton, Breyan Isaac, Inna e Thomas Joseph Rozdilsky; edizioni musicali Global Records.
1. Fata din rândul trei – 3:20